# 陈叔澄
陳叔澄（？－605年后），字子泉，陳宣帝陈頊第二十五子，母亲是申婕妤。
至德元年（583年）十月癸丑日，陳后主立陳叔澄为南郡王。祯明三年（589年），陈朝灭亡，陳叔澄入隋。在大业年间为灵武县令。